# Charles-François-Prosper Guérin
Charles-François-Prosper Guérin (n. 21 februarie 1875, Sens, Bourgogne, Franța – d. 19 martie 1939, Paris, Île-de-France, Franța) a fost un pictor francez post-impresionist.

## Biografie
Guérin a studiat cu Gustave Moreau la École des Beaux Arts à Paris și a avut o expoziție la Galeriile Grafton în 1910; într-o recenzie, Huntly Carter a scris despre „extravaganța lui îndrăzneață” și că „a arătat cum pot fi folosite cele mai puternice culori primare fără cruditate și a cărui lucrări au o valoare decorativă pe care munca noroioasă și incoloră medie din zilele noastre nu o posedă“.

### Salon d'Automne
Guérin a obținut o anumită notorietate istorică pentru că a participat la juriul Salon d'Automne din 1908, care a respins aproape toate tablourile lui Georges Braque. Ceilalți membri ai juriului au fost Henri Matisse, Georges Rouault și Albert Marquet, toți aceștia fiind și elevi ai lui Moreau. Acțiunea juriului l-a făcut pe Braque să se retragă de la Salon. Acesta a încheiat un contract exclusiv cu dealerul Daniel-Henry Kahnweiler prin care i se impunea (și lui Picasso) să evite saloanele, timp în care Braque și Picasso au dezvoltat cubismul.
Guérin a predat la Académie de La Palette în 1907, când Henri Hayden a studiat acolo și la Académie Moderne în 1913, când Blanche Lazzell s-a înscris acolo, precum și la Académie de la Grande Chaumière.